# Ricard Sanmartín Bargues
Ricard Sanmartín Bargues (Valencia, 11 de diciembre de 1888 - Valencia, 3 de junio de 1974) fue un poeta y dramaturgo valenciano.
Estudió en la Escuela de Artesanos, y se especializó en orfebrería, entrando a trabajar a los once años como aprendiz en un taller de orfebrería en plata y oro, cosa que el permitió más tarde ejercer la profesión de platero toda su vida, en un local de la calle Tapinería de la ciudad de Valencia, junto a la iglesia de Santa Catalina.
Fue presidente de la sección de los Cursos de Lengua Valenciana de Lo Rat Penat y miembro de la junta directiva de la Agrupación Valencianista de la Derecha (1933). Posteriormente militó en Acción Nacionalista Valenciana. El año 1948 fundó la editorial Letras Valencianas. En compañía del dibujante Francesc Ramil López y del poeta Josep Maria Esteve Vitoria fundó la revista fallera Pensat i Fet (1912-1972), primera revista fallera que empleó una ortografía valenciana correcta. Fue uno de los signatarios de las Normas de Castelló. Su poesía es de carácter tradicional.

## Obras

### Poesía
- 1950 Airet d'abril
- 1960 Resonències de l'Alguer
- 1962 La mel i la Tardor

### Teatro
- L'enredro de la ràdio
- La Volta a València